# Жездинський рудник
Жездинський рудник — колишнє підприємство гірничорудної промисловості в Карагандинській області Казахстану.
Родовище терміново ввели в розробку 1942 року, коли промисловість СРСР втратила джерело марганцю в українському Нікопольському басейні. Первісно розробка велась відкритим способом, а потім перейшли до шахтного видобутку.
У перше післявоєнне десятиліття рудник виробляв близько 200 тисяч тонн руди на рік, а споживачем був Магнітогорський металургійний завод. У 1955-му через зміни в технології останнього Жездинський рудник вирішили зупинити та затопити шахту, проте в підсумку прийняли рішення на користь складування видобутої руди до моменту запуску збагачувальної фабрики, яка б надала можливість виробляти прийнятний для чорної металургії продукт. Фабрика стала до ладу в 1965-му, що дало можливість збільшити видобуток із поставкою марганцевого концентрату на меткомбінати (Західно-Сибірський, Нижньо-Тагільський, Карагандинський) та феросплавні заводи (Сєровський, Алапаєвський).
Рудник працював до 1995 року. На момент зупинки залишкові балансові запаси руди оцінювались у 7,7 млн тонн із середнім вмістом марганцю на рівні 19,3 % (можливо відзначити, що до 1964-го розроблялись багаті руди зі вмістом марганцю у 27,2 %).
Після зупинки рудника триває обмежена діяльність на установці, що провадить промивку рудних відсівів родовища Тур.
У першій половині 2023-х анонсували проєкт переробки хвостів Жездинського рудника (середній вміст марганцю 9 %), яка може тривати 7 років.